# Skitrans Bronta
De Skitrans Bronta is een kabelbaan in Italië en is eigendom van het bedrijf Kronplatz AG.
De Skitrans Bronta ligt in het plaatsje Sankt Vigil in de skiregio Kronplatz. Bijzonder aan de gondelbaan is dat deze niet een berg op gaat, maar dat de gondelbaan het dorp Sankt Vigil met de skipistes en andere liften verbindt. De gondelbaan kan in totaal 2400 personen per uur vervoeren.
De gondelbaan is in 1989 gereed gekomen en is gebouwd door de firma Agamatic.
Alpen I+II
· Arndt
· Belvedere
· Col Toron
· Costa
· Gipfelbahn
· Korer
· Kronplatz 2000
· Kronplatz I+II
· Lorenzi
· Marchner
· Miara
· Olang I+II
· Pedaga
· Piculin
· Piz de Plaies
· Plateau
· Pre da Peres
· Rara
· Ruis
· Skitrans Bronta
· Sonnenlift